# 1688 Wilkens
1688 Wilkens је астероид главног астероидног појаса са средњом удаљеношћу од Сунца која износи 2,619 астрономских јединица (АЈ).
Апсолутна магнитуда астероида је 12,5.